# Takashi Miike
Takashi Miike (三池 崇史; Miike Takashi, Japan, 24. kolovoza 1960.) Jedan od zasigurno najvećih, najaktivnijih, ali i najmračnijih filmaša svih vremena. Takashi Miike, kojeg još vole nazivati i mračnim oldboyem istočnjačke kinematografije, poznat je u širim krugovima zna po žestokim hororima nafilanim perverznim situacijama, okrutnim, provokativnim i često apsurdnim scenama nasilja i borbi, Miike je i jedan od najproduktivnijih redatelja, možda svih vremena, koji uspijeva oduševiti ili bar ne razočarati svakim svojim filmom bez obzira na žanr. U razdoblju od 1991. do 2005. godine režirao je ukupno 64 filma i TV serije, u rasponu od krimića, znanstvene fantastike, akcije, mjuzikla i drame do dječjih bajki, superherojskih hitova, tinejdžerskih filmova i horora. 

## Biografija
Miike je rođen u japanskom gradiću Yaou, koji se na karti može pronaći u blizini Osake. S osamnaest godina odlazi u filmsku školu u Yokohamu, a kad je lokalna televizijska kuća u svojoj skautskoj potrazi nabasala na Miikeovu filmsku školu, upravo je on bio nominiran za posao. TV serija se zvala "Black Jack", a mladi je asistent redatelja snimio četrdesetak nastavaka. Početkom devedesetih drugi fenomen u Japanu omogućio je mladim produkcijskim kućama da zaposle još mlađe filmaše kako bi snimili jeftine akcijske yakuza filmove po principu direktno na video. Tako je i Miike dobio svoju šansu te debitirao 1995. filmom "Shinjuku Triad Society". Nakon prvih niskobudžetnih filmova i pričom o yakuzi koja je mapirala Miikea kao redatelja s osebujnom vizijom, on se lagano probijao pa je svoj veći zapadnjački uspjeh doživio 1999. filmom "Audition", tužnom i zabavnom dramom o ljudima koji vole, koji žele voljeti i koje ne bi trebalo voljeti. "Shinjuku Triad Society" bio je dio Kuroshakai trijade, koju je nastavio filmovima "Rainy Dog" i "Ley Lines" (1999.), snimivši u međuvremenu i nadalje luđački "Fudoh: The New Generation", crnu komediju s Robocop posvetom "Full Metal Yakuza", pustolovni film koji se pretvara u prekrasnu priču o slobodi i krilima "Ljudi ptice u Kini" (The Bird People In China) te "Živ ili mrtav" (Dead Or Alive) trilogiju.
Smijeh, odnosno pomaknuti smisao za humor čest je element Miikeovih filmova, kao i apsurd, okrutnost i nasilje. Njegovi filmovi, bez obzira na to radilo se o obiteljskoj drami "Posjetitelj Q" (Visitor Q), komediji o najluđem superheroju ikad "Zebra-Man", ili brutalnom snuff nasilju u "Ubojica Ichi" (Ichi The Kiiler) su vrlo zanimljivi čak i kad se radilo o ispodprosječnom ostvarenju. Međutim, Miike je čovjek koji je uspio snimiti nevjerojatan broj sjajnih filmova, koji vrlo često prelaze granice dobrog ukusa, zbog svoje uistinu nesvakidašnje brutalnosti (fizičke i psihičke).

## Najpoznatija ostvarenja
Iako je gotovo nemoguće izdvojiti nekoliko najboljih Miikeovih-filmova, sljedeći filmovi koji su nabrojani sam su vrh najluđih, najagresivnijih filmskih ostvarenja. "Rainy Dog" (snimljen 1997. godine) impresivna je kišom i krvlju okupana gangsterska drama, bolno melankolična i soundtrackom koji neodoljivo podsjeća na Ry Coodera. Filmom "The Bird People In China" (1998.) Miike je osvojio i srca međunarodnih kritičara sklonih smirenim, duhovnim lamentacijama o identitetu, domovini i snovima. Početak epohalne trilogije "Dead Or Alive" (1999.) u svojih sat i pol vremena obiluje antologijskim scenama, poput šmrkanje stometarske linije kokaina, utapanje žene u proljevu te rat bazukama. "Audicija" je film kojim se Miike uspio probiti na Zapad, drama o čovjeku koji traži ljubav i ženi koja pomalo ekstremno reagira na nedostatak iste u svojoj apsolutnosti. "MPD Psycho", TV serija snimljena u šest epizoda prema popularnoj japanskoj mangi, ima tajanstvenog ubojicu koji pili vrhove lubanja i ljudima u mozgu sadi cvijeće, spontano sagorijevanje i transfer ličnosti preko telefona. "Ichi The Kiiler" (2001.) ponovno je adaptacija hit-mange, u kojoj biseksualni ultramazohist očekuje dolazak svog savršenog ljubavnika - ultrasadista. Suludo groteskni triler "Gozu" (2003.) obojen je pak budističkom mitologijom i psihoanalizom uz gomilu čudaka. "Zebra-Man" (2004.) je zato, bez sumnje, jedan od najboljih superherojskih filmova svih vremena, originalan, smiješan, očajan i hrabar kao Superman i Batman zajedno. "Izo" (2004.), film koji obiluje čudnovatim temama.